# 網走原生花園ユースホステル
網走原生花園ユースホステル（あばしりげんせいかえんユースホステル）は日本ユースホステル協会に加盟していた、北海道網走市北浜に所在していたユースホステル。濤沸湖畔に位置し、白鳥公園、小清水原生花園の徒歩圏内にある。2024年から「網走原生花園ゲストハウス」となり、ユースホステルではなくなっている。

## 休館
11月1日 - 1月31日、4月1日 - 25日

## アクセス
- 釧網本線北浜駅（徒歩12分）。原生花園方面からは、バス白鳥公園入口下車(徒歩5分)